# Кућа Батљо
Кућа Батљо (кат. Casa Batlló) је кућа у Барселони коју је пројектовао Антони Гауди и која је изграђена између 1905. и 1907. године. Налази се у улици Пасеђ де Грасија (Passeig de Gràcia) бр. 43.
Становништво Барселоне је назива Casa dels ossos (кућа од костију) пошто њена спољашња структура подсећа на структуру коштаног скелета. Била је пројектована као породична кућа средњег сталежа.
Кућа је типичан пример Гаудијеве архитектуре. Неправилни облици доминирају архитектуром овог здања. Велики део фасаде је прекривен мозаицима направљеним од поломљених керамичких плочица, који се зове тренкадис, техника која је веома типична за скоро сва Гаудијева дела. Кров је лучан и подсећа на леђа змаја (змај је један од типичних симбола Гаудијеве архитектуре).

## Галерија
- Кров има изглед леђа змаја
- Детаљ: Плафон са лустером
- Врата у дневној соби